# Inana
Inana (/ɪˈnɑːnə/; em sumério: 𒀭𒈹; romaniz.: Dinanna, também 𒀭𒊩𒌆𒀭𒈾 Dnin-an-na) é uma antiga deusa mesopotâmica associada ao amor, ao erotismo, à fecundidade e à fertilidade. Apesar de ser alvo de culto em todas as cidades sumérias, era especialmente devotada em Ur. Ela foi originalmente adorada na Suméria e mais tarde foi adorada pelos acadianos, babilônios e assírios sob o nome de Istar (/ˈɪʃtɑːr/; Dištar) Em sua homenagem, a sacerdotisa 'Enheduana compôs 42 hinos. Ela era conhecida como a "Rainha do Céu" e era a deusa padroeira do templo de Eana na cidade de Uruque, que era seu principal centro de culto. Ela estava associada ao planeta Vênus e seus símbolos mais importantes incluíam o leão e a estrela de oito pontas. Seu marido era o deus Dumuzi (mais tarde conhecido como Tamuz) e sua sucal (sukkal), ou assistente pessoal, era a deusa Ninsubur (que mais tarde se tornou a divindade masculina Papsucal).
Inana era adorada na Suméria desde o período de Uruque (de cerca de 4 000 a.C. até cerca de 3 100 a.C.), mas ela tinha pouca significância antes da conquista de Sargão de Acádia. Durante a era pós-Sargônica, ela se tornou uma das divindades mais veneradas no panteão sumério, com templos por toda Mesopotâmia. O culto de Inana-Istar foi continuado pelo povo de língua semítica oriental (acadianos, assírios e babilônios), que absorveu os sumérios na região. Ela era especialmente amada pelos assírios, que a elevaram para se tornar a divindade mais alta do panteão, ficando, até mesmo, acima do deus nacional Assur. Inana-Istar é mencionada na Bíblia Hebraica e ela influenciou bastante a deusa fenícia Astarte, que mais tarde influenciou o desenvolvimento da deusa grega Afrodite. Seu culto continuou a florescer até seu declínio gradual entre o século I e VI, com o nascer do cristianismo, embora tenha sobrevivido em partes da mesopotâmia superior entre as comunidades assírias no final do século dezoito.
Inana aparece em mais mitos do que qualquer outra divindade suméria. Muitos de seus mitos envolvem ela dominar outras divindades. Acredita-se que ela tenha roubado o mes, que representava todos os aspectos positivos e negativos da civilização, de Enqui, o deus da sabedoria. Também se acreditava que ela havia tomado o templo de Eana de An, o deus do céu. Ao lado de seu irmão gêmeo Utu (mais tarde conhecido como Samas), Inana era a executora da justiça divina; ela destruiu o Monte Ebi por ter desafiado sua autoridade, desencadeou sua fúria contra o jardineiro Sucaletuda depois que ele a estuprou enquanto dormia, e localizou a bandida Bilulu e a matou em retribuição divina por ter assassinado Dumuzi. Na versão acadiana padrão da Epopeia de Gilgamés, Istar pede que Gilgamés se torne seu consorte. Quando ele se recusa, ela libera o Touro do Céu, resultando na morte de Enlide e nos subsequentes conflitos de Enquidu e Gilgamés com sua mortalidade.
O mito mais famoso de Inana-Istar é a história de sua descida e retorno de Cur, o antigo submundo sumério, um mito em que ela tenta conquistar o domínio de sua irmã mais velha Eresquigal, a rainha do submundo, mas é acusada e considerada culpada de arrogância pelos sete juízes do submundo e morta. Três dias depois, Ninsubur pede a todos os deuses que tragam Inana de volta, mas todos a recusam, exceto Enqui, que envia dois seres sem sexo para resgatar Inana. Eles escoltam Inana para fora do submundo, mas os galla, os guardiões do submundo, arrastam seu marido Dumuzi para o submundo como seu substituto. Dumuzi finalmente pode retornar ao céu por metade do ano, enquanto sua irmã Gestinana permanece no submundo pela outra metade, resultando no ciclo das estações.

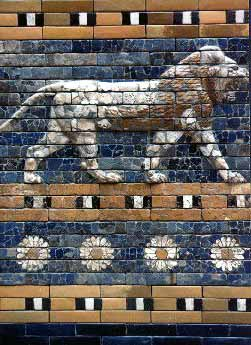
Detalhe da reconstrução da Porta de Istar (Museu de Pérgamo, Berlim)

## Etimologia
Inana e Istar eram originalmente deusas separadas, não relacionadas, mas foram unidas durante o reinado de Sargão de Acádia e passaram a ser consideradas efetivamente a mesma deusa sob dois nomes diferentes. O nome de Inana pode derivar da frase suméria nin-an-ak, que significa "Senhora do Céu", mas o sinal cuneiforme de Inana (𒈹) não é uma ligadura dos sinais senhora (sumério: nin; cuneiforme: 𒊩𒌆) e céu (sumério: an; cuneiforme: 𒀭). Essas dificuldades levaram alguns primeiros assiriologistas a sugerir que Inana poderia ter sido originalmente uma deusa proto-eufratiana, possivelmente relacionada à deusa mãe hurrita Hanana, que só mais tarde foi aceita pelo panteão sumério. Essa ideia foi apoiada pela juventude de Inana, e também pelo fato de que, diferentemente das outras divindades sumérias, ela parece ter inicialmente carecido de uma esfera distinta de responsabilidades. No entanto, a visão de que havia uma linguagem de substrato proto-eufratiano no sul do Iraque antes do sumério não é amplamente aceita pelos assiriologistas modernos.
O nome Istar ocorre como um elemento em nomes pessoais das eras pré-sargônica e pós-sargônica na Acádia, Assíria e Babilônia. É de derivação semítica e provavelmente está etimologicamente relacionada ao nome do deus semita ocidental Attar, mencionado em inscrições posteriores de Ugarite e sul da Arábia. A estrela da manhã pode ter sido concebida como uma divindade masculina que presidiu as artes da guerra e a estrela da tarde pode ter sido concebida como uma divindade feminina que presidiu as artes do amor. Entre os acadianos, assírios e babilônios, o nome do deus masculino acabou substituindo o nome de sua contraparte feminina, mas, devido ao extenso sincretismo com Inana, a divindade permaneceu como feminina, apesar de o nome dela estar na forma masculina.

## Descida ao submundo
Duas versões diferentes da história da descida de Inana-Istar ao submundo sobreviveram: uma versão suméria que data da Terceira Dinastia de Ur e uma acadiana claramente derivada da versão do início do II milênio a.C. A versão suméria da história tem quase três vezes o tamanho da versão acadiana posterior e contém muito mais detalhes.

### Versão suméria
Na religião suméria, os Kur era uma caverna profunda e sombria, localizada no subsolo. A vida lá era vista como "uma versão sombria da vida na Terra". Foi governado pela irmã de Inana, a deusa Eresquigal. Antes de partir, Inana instrui seu ministro e servo Ninsubur a implorar às divindades Enlil, Nana, Anu e Enqui para resgatá-la se, depois de três dias, ela não voltar. As leis do submundo determinam que, com exceção daqueles designados como mensageiros, quem entra nele nunca pode sair. Inana se veste elaboradamente para a visita; ela usa turbante, peruca, colar de lápis-lazúli, miçangas sobre os seios, o "vestido de pala" (a roupa de senhora), rímel, um peitoral e um anel dourado e segura uma haste de medição de lápis-lazúli. Cada peça de roupa é uma representação de um me poderoso que ela possui.

Inana bate nos portões do submundo, exigindo a entrada. O porteiro Neti pergunta por que ela veio e Inana responde que deseja participar dos ritos fúnebres de Gugalana, o "marido de minha irmã mais velha Eresquigal". Neti relata isso a Eresquigal, que diz a ele: "Tranque os sete portões do submundo. Então, um por vez, abra frestas nos portões. Deixe Inana entrar. Ao entrar, remova suas roupas reais." Talvez as roupas de Inana, inadequadas para um funeral, aliado ao seu comportamento arrogante, deixaram Eresquigal desconfiado. Seguindo as instruções de Eresquigal, Neti diz a Inana que ela pode entrar no primeiro portão do submundo, mas ela deve entregar sua haste de medição de lápis-lazúli. Ela pergunta por que, mas em réplica, ele diz : "São apenas as regras do submundo". Ela aceita as condições e passa. Inana passa por um total de sete portões, em cada um deles removendo uma peça de roupa ou joias que ela usava no início de sua jornada, perdendo seu poder. Quando ela chega na frente de sua irmã, ela está nua: 
"Depois que ela se agachou e se despiu, suas roupas foram levadas. Então ela fez sua irmã Erec-ki-gala se levantar do trono e sentou-se no seu lugar. Os sete juízes, chegaram a uma decisão. Eles olharam para ela — o olhar da morte. Eles falaram com ela — a fala da raiva. Eles gritaram com ela — o grito de forte culpa. A mulher afligida se transformou em um cadáver. O cadáver foi pendurado em um gancho."
Três dias e três noites se passam, e Ninsubur, seguindo as instruções, vai aos templos de Enlil, Nana, An e Enqui, e pede a cada um deles que salve Inana. As três primeiras divindades recusam, dizendo que o destino de Inana é sua própria culpa, mas Enqui fica profundamente aflito e concorda em ajudar. Ele cria duas figuras sem sexo chamadas gala-tura e o kur-jara a partir da sujeira sob as unhas de dois dedos. Ele os instrui a apaziguar Eresquigal e, quando ela pergunta o que eles querem, pede o cadáver de Inana, que eles devem borrifar com a comida e a água da vida. Quando eles vêm antes de Eresquigal, ela está em agonia como uma mulher dando à luz. Ela oferece a eles o que quiserem, incluindo rios de água e campos de cereais, se puderem aliviá-la, mas eles recusam todas as suas ofertas e pedem apenas o cadáver de Inana. O gala-tura e o kur-jara polvilham o corpo de Inana com o alimento e a água da vida e a revivem. Os demônios galla enviados por Eresquigal seguem Inana para fora do submundo, insistindo que alguém deve ser levado ao submundo como substituto de Inana. Eles primeiro encontram Ninsubur e tentam levá-lo, mas Inana os impede, insistindo que Ninsubur é seu servo leal e que ela lamentou por ela enquanto estava no submundo. Em seguida, encontram Xara, o esteticista de Inana, que ainda está de luto. Os demônios tentam pegá-lo, mas Inana insiste que não, porque ele também lamentou por ela. A terceira pessoa que encontram é Lulal, que também está de luto. Os demônios tentam pegá-lo, mas Inana os detém mais uma vez.

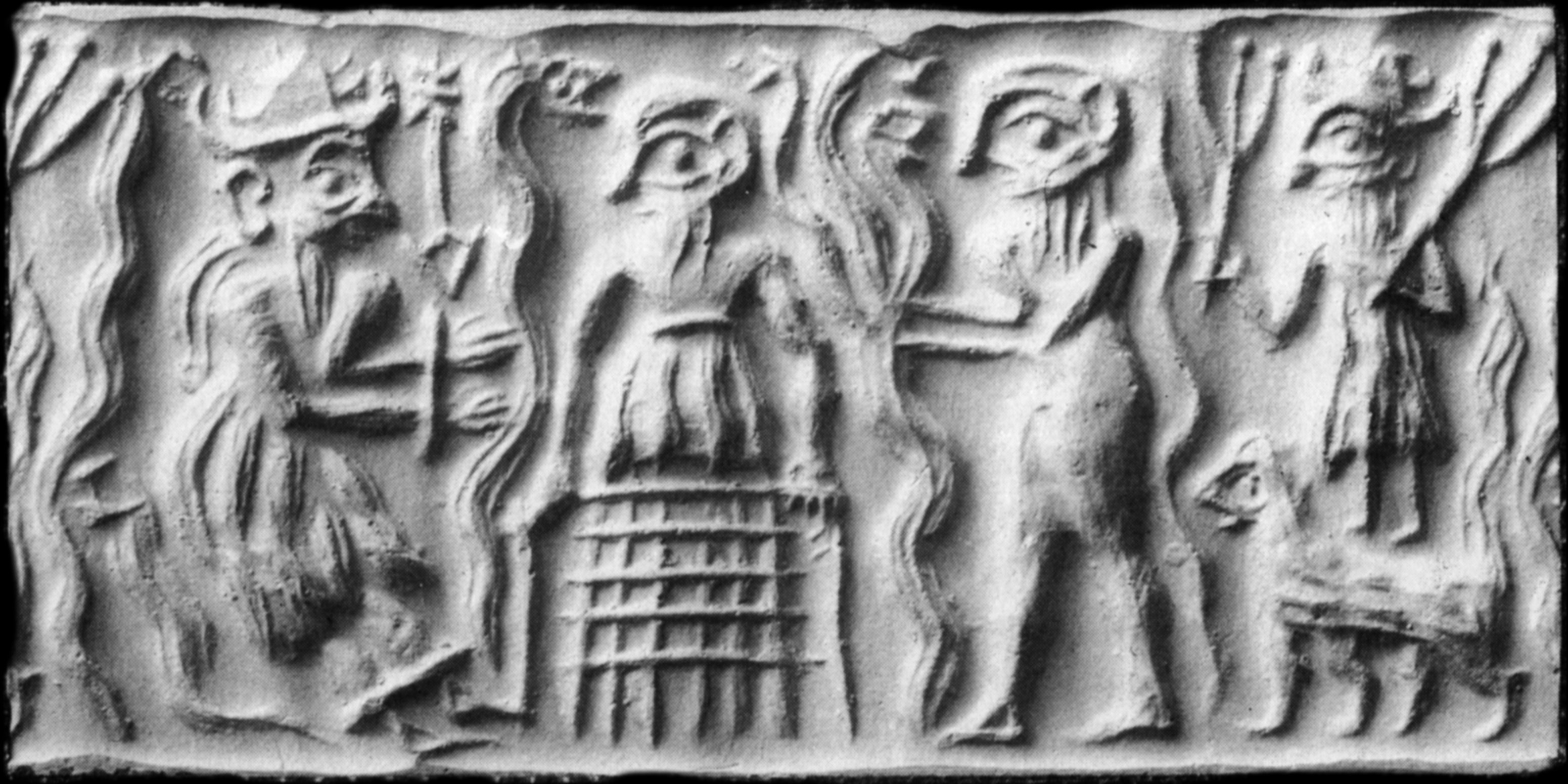
Antiga impressão em sumério em selo cilíndrico mostrando Dumuzi sendo torturado no submundo pelos demônios galla

Finalmente, eles encontram Dumuzi, o marido de Inana. Damuzi, diferente dos outros que lamentavam adequadamente, estava ricamente vestido e descansando embaixo de uma árvore ou em seu trono, entretido por escravas, apesar do destino de Inana. Inana, descontente, decreta que os galla o levarão. Os galla então arrastam Dumuzi até o submundo. Outro texto conhecido como Sonho de Dumuzi (ETCSL 1.4.3) descreve as repetidas tentativas de Dumuzi de escapar da captura pelos demônios galla, um esforço no qual ele é auxiliado pelo deus-sol Utu.
O poema sumério O Returno de Dumuzi, que começa onde O Sonho de Dumuzi termina: Gestinana, a irmã de Dumuzi, lamenta por dias e noites a morte de Dumuzi, junto com Inana, que não mais sentia o ódio por Dumuzi, e Sirtur, mãe de Dumuzi. As três deusas choram continuamente até que uma mosca revela a Inana a localização de seu marido. Juntos, Inana e Gestinana vão ao local onde a mosca disse que eles encontrarão Dumuzi. Elas o encontram lá e Inana decreta que, a partir de então, Dumuzi passará metade do ano com sua irmã Eresquigal no submundo e a outra metade do ano no céu com ela, enquanto sua irmã Gestinana toma seu lugar no submundo.

### Versão acadiana

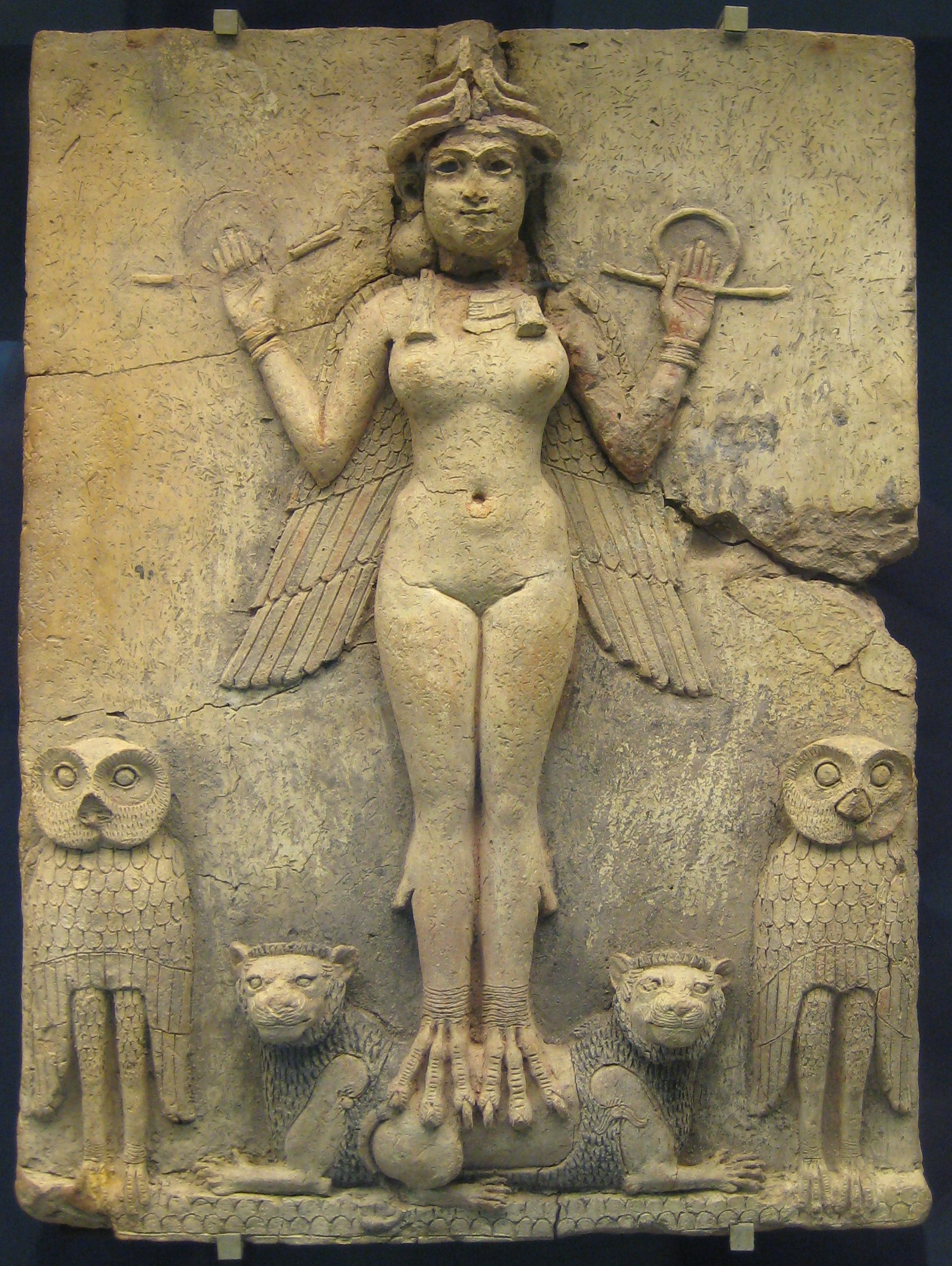
O "Esplendor em Relevo," Qual acredita-se que representa Istar ou sua irmã mais velha Eresquigal (Cerca do século 19 a 18 a.C.)

Esta versão teve dois manuscritos encontrados na Biblioteca de Assurbanipal e um terceiro foi encontrado em Assur, todos datando da primeira metade do primeiro milênio antes da era comum. Da versão ninivita, a primeira versão em cuneiforme foi publicadda em 1873 por François Lenormant e a transliterada foi publicada por Peter Jensen em 1901. Seu título em acádio é Ana Kurnugê, qaqqari la târi.

A versão acadiana começa com Istar se aproximando dos portões do submundo e exigindo que o porteiro a deixe entrar:
Se você não abrir o portão para que eu entre,
Esmagarei a porta e quebrarei o ferrolho,
Esmagarei o batente e derrubarei as portas,
Ressuscitarei os mortos, que comerão os vivos:

E os mortos serão mais numerosos que os vivos!
O porteiro (cujo nome não é dado na versão acadiana) se apressa em contar a Eresquigal a chegada de Istar. Eresquigal ordena que ele deixe Istar entrar, mas diz a ele para "tratá-la de acordo com os ritos antigos". O porteiro permite a entrada de Istar no submundo, abrindo um portão de cada vez. Em cada portão, Istar é forçada a deixar uma peça de roupa. Quando ela finalmente passa pelo sétimo portão, ela está nua. Com raiva, Istar se joga contra Eresquigal, mas Eresquigal ordena que seu servo Nantar prenda Istar e desencadeie sessenta doenças contra ela.
Depois que Istar desce ao submundo, toda atividade sexual cessa na terra. O deus Papsucal, o homólogo acadiano de Ninsubur, relata a situação a Ea, o deus da sabedoria e da cultura. Ea cria um ser andrógeno chamado Asusunamir e o envia a Eresquigal, dizendo-lhe para invocar "o nome dos grandes deuses" contra ela e pedir a bolsa que contém a água da vida. Eresquigal fica furiosa quando ouve a demanda de Asusunamir, mas é forçada a dar-lhe a água da vida. Asusunamir borrifa Istar com esta água, revivendo-a. Istar atravessa os sete portões mais uma vez, recebendo uma peça de roupa em cada portão e saindo do portão final vestida.

### Interpretação
Diane Wolkstein interpreta o mito como uma união entre Inana e seu próprio "lado sombrio": sua irmã gêmea, Eresquigal. Quando Inana ascende do submundo, é através dos poderes de Eresquigal, mas, enquanto Inana está no submundo, é Eresquigal quem aparentemente assume os poderes da fertilidade. O poema termina com uma linha de louvor, não de Inana, mas de Eresquigal. Wolkstein interpreta a narrativa como um poema de louvor dedicado aos aspectos mais negativos do domínio de Inana, simbólico de uma aceitação da necessidade da morte, a fim de facilitar a continuidade da vida. Joseph Campbell interpreta o mito como sendo sobre o poder psicológico de uma descida ao inconsciente, a realização da própria força através de um episódio de aparente impotência e a aceitação das próprias qualidades negativas.

## Mitos posteriores

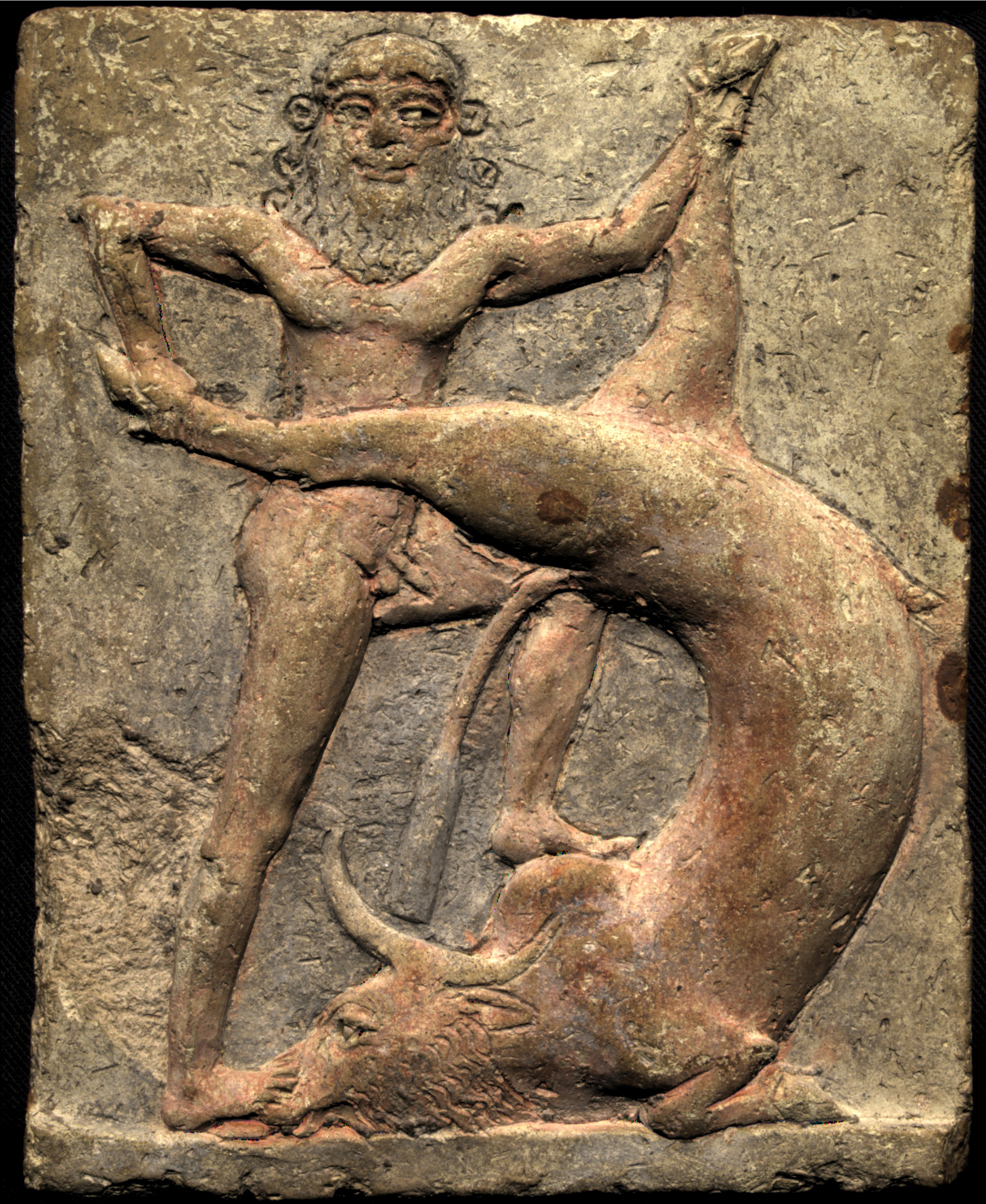
Relevo em terracota da antiga Mesopotâmia que mostra Gilgamés matando o Touro dos Céus que Istar envia, na Tábua VI da Epopéia de Gilgamés, após ele rejeitar seus avanços amorosos.

### Epopeia de Gilgamés
Na Epopeia de Gilgamés, acadiana, Istar aparece para Gilgamés depois que ele e seu companheiro Enquidu voltaram a Uruque após derrotar o ogro Humbaba e exige que Gilgamés se torne seu esposo. Gilgamés a recusa, apontando que todos amantes anteriores dela sofreram:
"Ouça-me enquanto conto a história de seus amantes. Lá estava Tamuz, o amante da sua juventude, por ele decretou pranto, ano após ano. Você amou o rolieiro-de-peito-lilás, mas ainda assim você golpeou e quebrou sua asa [...] Você amou o leão com uma força tremenda: sete fossos você cavou para ele, e sete. Você amou o garanhão magnífico na batalha, e para ele decretou o chicote e a espora e uma correia [...] Você amou o pastor do rebanho; ele fazia bolo de farinha para você dia após dia, ele matava crianças por sua causa. Você o atingiu e o transformou em um lobo; agora os próprios meninos de rebanho o expulsam, seus próprios cães preocupam seus flancos.":86
Furiosa com a recusa de Gilgamés,:80 Istar vai para o céu e diz ao pai, Anu, que Gilgamés a insultou.:80 Anu pergunta por que ela está reclamando com ele em vez de confrontar Gilgamés ela mesma.:80 Istar exige que Anu lhe dê o Touro dos Céus:80 e jura que se ele não o der, ela "arrombará as portas do inferno e quebrará os ferrolhos; haverá confusão [isto é, mistura] de pessoas, as de cima com aqueles das profundezas mais baixas. Vou trazer os mortos para comerem comida como os vivos; e as bocas dos mortos serão mais numerosas que as dos vivos. ":87
Istar recebe, de Anu, o Touro dos Céus e o envia para atacar Gilgamés e seu amigo Enquidu.:81,82:168-169 Gilgamés e Enquidu matam o touro e oferecem seu coração ao deus-sol Samas.:82 Enquanto Gilgamés e Enquidu estão descansando, Ishar sobe nos muros de de Uruque e amaldiçoa Gilgamés.:82 Enquidu arranca a coxa direita do touro e a joga no rosto de Istar,:82 dizendo: "Se eu pudesse colocar minhas mãos sobre você, seria isso que eu faria com você, e a amarraria com suas entranhas".:88 (Enquidu morre mais tarde por essa impiedade).:169 Istar reúne "as prostitutas, meretrizes e cortesãs acanhadas" e ordena que chorem pelo Touro do Céu.:82 Enquanto isso, Gilgamés celebra a derrota do Touro do Céu..:82-83:169
Mais tarde no épico, Utnapistim conta a Gilgamés a história do Grande Dilúvio,:109-116 que foi enviado pelo deus Enlil para aniquilar toda a vida na terra porque os humanos, que estavam superpovoados, faziam muito barulho e o impediam de dormir.:109-111 Utnapistim conta como, quando o dilúvio veio, Istar chorou e lamentou a destruição da humanidade, ao lado dos Anunáqui. Mais tarde, após o dilúvio, Utnapistim faz uma oferenda aos deuses.:114 Istar aparece para Utnapistim usando um colar de lápis-lazúli com contas em forma de moscas e diz a ele que Enlil nunca discutiu o dilúvio com nenhum dos outros deuses.:114-115 Ela jura que nunca permitirá que Enlil cause outra inundação e declara que seu colar de lápis-lazúli é um sinal de seu juramento.:114-115 Istar convida todos os deuses, exceto Enlil, para se reunir em torno da oferenda e desfrutar.:115

### Outros contos
No mito da criação hitita, Istar nasce depois que o deus Kumarbi derruba seu pai, Anu. Kumarabi morde os órgãos genitais de Anu e os engole, fazendo com que ele engravide da prole de Anu, incluindo Istar e seu irmão, o deus hitita da tempestade, Tessube. Esse relato mais tarde se tornou a base para a história grega da castração de Urano por seu filho Cronos, resultando no nascimento de Afrodite, descrita na Teogonia de Hesíodo. Mais tarde, no mito hitita, Istar tenta seduzir o monstro Olicumi, mas falha porque o monstro é cego e surdo e não consegue vê-la ou ouvi-la. Os hurritas e hititas parecem ter sincretizado Istar com sua própria deusa Išḫara. Em um texto neoassírio pseudepigráfico escrito no século VII a.C., mas que afirma ser a autobiografia de Sargão da Acádia, Istar teria aparecido a Sargão "cercado por uma nuvem de pombas" enquanto ele trabalhava como jardineiro para Akki, o coletor das águas. Istar então proclamou Sargão como seu amante e permitiu que ele se tornasse o governante da Suméria e Acádia.

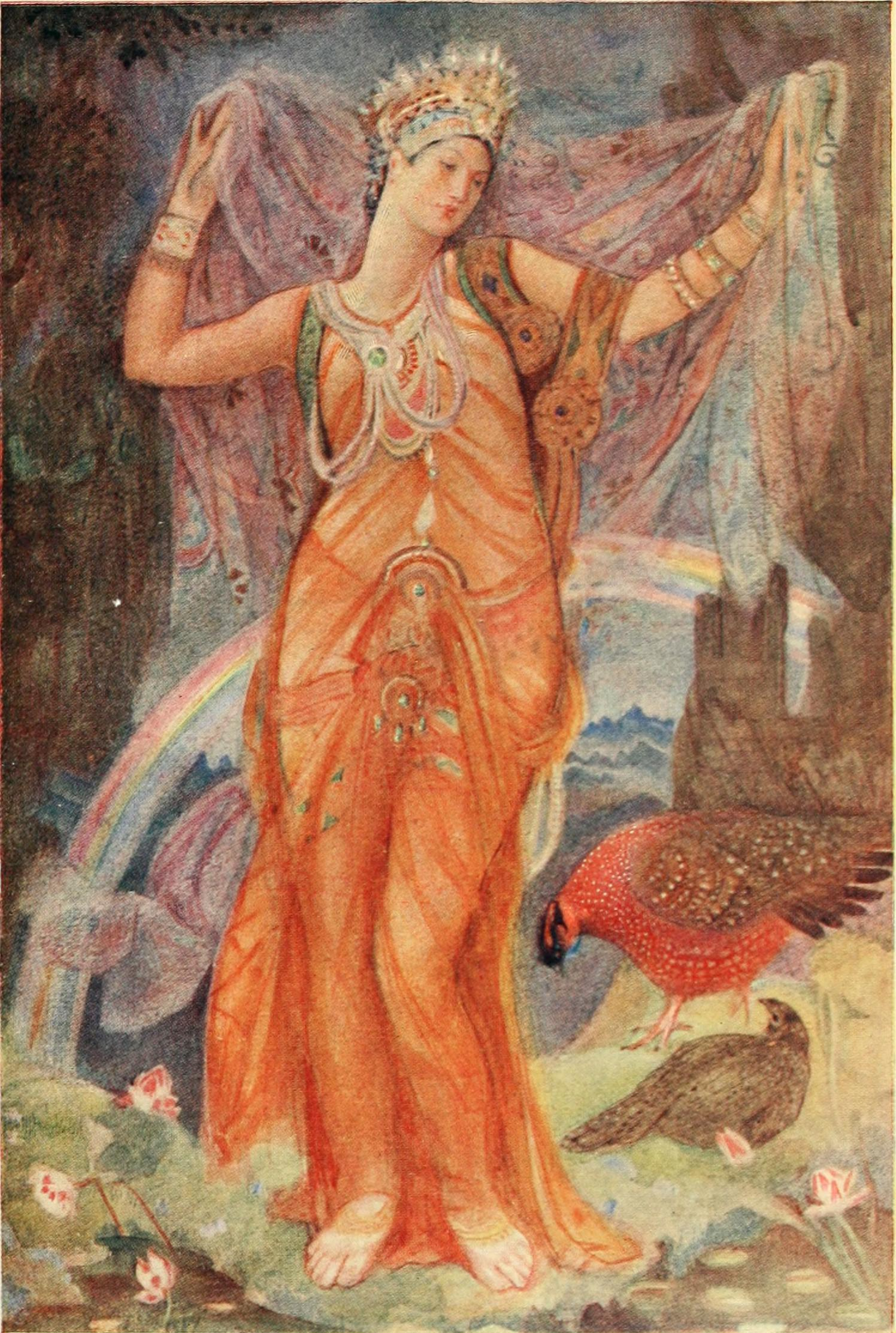
Uma ilustração moderna que descreve a descida de Inana-Istar ao submundo tirada de Mitos e Lendas da Babilônia e Assíria de Lewis Spence (1916).

## Relevância moderna
O dia 2 de janeiro é considerada a data de nascimento de Inana e é uma data tradicionalmente consagrada a esta deusa.
Inana tornou-se uma figura relevante na teoria feminista moderna pelo fato de que ela aparece no panteão sumério dominado por homens, mas é igualmente poderosa, se não mais poderosa do que as divindades masculinas com as quais ela aparece ao lado. Simone de Beauvoir, em seu livro O Segundo Sexo (1949), argumenta que Inana, juntamente com outras divindades femininas poderosas da antiguidade, foram marginalizadas pela cultura moderna em favor das divindades masculinas.
Inana também é uma importante figura da cultura BDSM. O retrato de Inana no mito Inana e Ebi é citado como um exemplo precursor do arquétipo da dominatrix, caracterizando-a como uma mulher poderosa que força deuses e homens a se submeterem a ela. Na mitologia, os submissos de Inana dançavam em rituais enquanto eram chicoteados por ela para satisfazê-la. Quando os submissos pediam "misericórdia", Inana encerrava a flagelação, tornando tal ação como a pioneira do conceito de palavra de segurança do BDSM.